# Escut del Brasil
L'escut del Brasil (en portuguès Armas nacionais do Brasil) es va adoptar el 19 de novembre de 1889, quatre dies després de la conversió de l'Estat brasiler en república. Han sofert lleugeres alteracions al llarg del temps, l'última de les quals la derivada de la Llei 8.421 d'11 de maig de 1992.
L'escut, les proporcions del qual són de 15 d'alt x 14 d'ample, consisteix en un emblema central circular, d'atzur (segons especifica la llei brasilera, de color blau celeste), carregat de cinc estrelles de cinc puntes d'argent disposades segons la forma de la constel·lació de la Creu del Sud, amb una bordura exterior d'atzur perfilada d'or carregada de 27 estrelles d'argent al·lusives als 26 estats del Brasil més el districte federal.
El cercle està inscrit en una estrella de cinc puntes gironada de 10 peces de sinople i or (els colors de la bandera estatal), perfilada de gules i or. El tot, acoblat d'una espasa d'argent posada en pal, guarnida d'or i atzur, amb la part central del mànec quadrada, de gules, carregada d'una estrella d'or, i voltat per una corona formada per un ram de cafè fruitat a la destra i un de tabac de sinople florit a la sinistra, tots dos al natural, en al·lusió als dos conreus principals de l'època en què es va crear l'escut. El dos rams estan lligats per sota amb una cinta d'atzur i el tot ressalta damunt una resplendor d'or el contorn de la qual forma una estrella de vint puntes.
A la part inferior hi ha una cinta d'atzur amb lletres d'or amb les inscripcions següents en portuguès: REPÚBLICA FEDERATIVA DO BRASIL al centre i 15 de Novembro / de 1889, data d'establiment de la república federal, als dos extrems.

## Escuts usats anteriorment

Escut de la colònia portuguesa del Brasil, amb un arbre brasil (Caesalpinia echinata) i una creu, en referència al nom de la colònia, Terra de Santa Cruz e Brasil (1500-1816)
Escut del Regne Unit de Portugal, Brasil i l'Algarve, adaptat com a escut del Regne del Brasil (18 de setembre de 1822 - 1 de desembre de 1822)
Escut de l'Imperi del Brasil, amb la corona imperial, primera versió amb 19 estrelles (1 de desembre de 1822 - 1840)
Escut de l'Imperi del Brasil, amb una estrella més a la bordura (1840-1889)